# Notatka Szelepina
Notatka Szelepina – ściśle tajny dokument sporządzony 3 marca 1959 roku przez Aleksandra Szelepina, przewodniczącego KGB, adresowany do Nikity Chruszczowa, pierwszego sekretarza Komunistycznej Partii Związku Radzieckiego (KPZR), zawierający propozycję zniszczenia 21 857 teczek personalnych ofiar zbrodni katyńskiej, zamordowanych przez NKWD w 1940 roku, i zachowanie jedynie protokołów tzw. trójki NKWD oraz potwierdzeń wykonania decyzji trójki, mieszczących się w oddzielnej teczce.
Notatka Szelepina stanowi do dziś ważne potwierdzenie faktycznej liczby Polaków z całą pewnością zamordowanych na mocy decyzji Biura Politycznego KC WKP(b) z 5 marca 1940 roku (tzw. decyzja katyńska), a ponadto jest najważniejszym znanym dotychczas źródłem dotyczącym dziejów dokumentacji wytworzonej przez NKWD w związku ze zbrodnią katyńską.

## Forma i zawartość
Notatka, napisana odręcznie na jednym arkuszu papieru, opatrzona gryfem „ściśle tajne” i numerem N-632-Sz (Н-632-Ш), w swojej początkowej części podaje szczegółowe dane na temat liczby ofiar zbrodni katyńskiej:

W Komitecie Bezpieczeństwa Państwowego przy Radzie Ministrów ZSRR od 1940 roku przechowywane są akta ewidencyjne i inne materiały dotyczące rozstrzelanych w tymże roku jeńców i internowanych oficerów, żandarmów, policjantów, osadników, obszarników itp. obywateli dawnej burżuazyjnej Polski. Ogółem na podstawie decyzji specjalnej trójki NKWD ZSRR rozstrzelano 21 857 osób, z których: w Lesie Katyńskim (obwód smoleński) 4 421 osób, w obozie starobielskim w pobliżu Charkowa 3 820 osób, w obozie ostaszkowskim 6 311 osób i 7 305 osób zostało rozstrzelanych w innych obozach i więzieniach Zachodniej Ukrainy i Zachodniej Białorusi.

W cytowanym fragmencie błędnie podano, że polscy jeńcy wojenni byli rozstrzeliwani w obozie w Starobielsku i w obozie w Ostaszkowie; w rzeczywistości egzekucje jeńców ze Starobielska przeprowadzono w piwnicach Obwodowego Zarządu NKWD w Charkowie, a jeńców z Ostaszkowa w piwnicach Obwodowego Zarządu NKWD w Kalininie (obecnie Twer).
W dalszej części notatki Aleksandr Szelepin przedstawia Nikicie Chruszczowowi propozycję zniszczenia teczek personalnych ofiar zbrodni:

Od momentu przeprowadzenia wymienionej operacji, tj. od 1940 roku, żadnych informacji związanych z tą sprawą nikomu nie udzielano i wszystkie akta w liczbie 21 857 przechowywane są w opieczętowanym pomieszczeniu.
Dla organów sowieckich wszystkie te akta nie przedstawiają ani operacyjnego interesu, ani historycznej wartości. Wątpliwe jest, by mogły one przedstawiać rzeczywisty interes dla naszych polskich przyjaciół. Odwrotnie, jakakolwiek nieprzewidziana niedyskrecja może doprowadzić do zdekonspirowania przeprowadzonej operacji, ze wszystkimi niepożądanymi dla naszego państwa następstwami. (...)
Wychodząc z powyższego, wydaje się celowe zniszczenie wszystkich akt ewidencyjnych dotyczących osób rozstrzelanych w 1940 roku w ramach wyżej wymienionej operacji.
Dla potrzeb przypuszczalnych pytań ze strony KC KPZR lub sowieckiego rządu można pozostawić protokoły posiedzeń trójki NKWD, która osądziła wymienione osoby na karę rozstrzelania, i potwierdzenia wykonania decyzji trójki. Objętość tych dokumentów jest niewielka i można je przechowywać w specjalnej teczce.

Do notatki dołączono jednozdaniowy projekt uchwały KC KPZR zezwalającej KGB na zniszczenie teczek personalnych ofiar zbrodni katyńskiej z wyjątkiem protokołów posiedzeń trójki NKWD.
Notatka Szelepina została napisana ręcznie, co było niespotykane, znamionującąc najwyższy poziom utajnienia sprawy.

## Historia
Notatka Szelepina była przez kilkadziesiąt lat przechowywana wraz z innymi dokumentami dotyczącymi zbrodni katyńskiej w tzw. teczce specjalnej nr 1, zdeponowanej w sektorze nr 6 w tajnej części Archiwum KC WKP (b) – KPZR. Stały dostęp do tych materiałów miał tylko szef radzieckiego państwa i szef archiwum.
Kopia notatki Szelepina została przekazana stronie polskiej w dniu 14 października 1992 roku, gdy na polecenie prezydenta Rosji Borysa Jelcyna naczelny archiwista państwowy Rosji Rudolf Pichoja wręczył prezydentowi RP Lechowi Wałęsie uwierzytelnione kopie dokumentów z teczki specjalnej nr 1, w tym kopię notatki Szelepina. Dokumenty te ukazały się w 1992 roku w Polsce w zbiorze Katyń. Dokumenty ludobójstwa, wydanym przez Instytut Studiów Politycznych PAN. Notatka Szelepina była wśród tych dokumentów jedynym napisanym odręcznie.
W latach 90. XX wieku w trakcie rosyjskiego śledztwa w sprawie zbrodni katyńskiej rosyjska Główna Prokuratura Wojskowa przesłuchała Aleksandra Szelepina, który potwierdził autentyczność swojej notatki i podanych w niej faktów.
28 kwietnia 2010 roku notatka Szelepina została opublikowana na stronach internetowych rosyjskiej Federalnej Służby Archiwalnej wraz z innymi dokumentami z teczki specjalnej nr 1.

## Znaczenie notatki Szelepina w badaniach historycznych
Według polskiego historyka Witolda Wasilewskiego notatka Szelepina stanowi klucz do zagadki braku wielu ważnych dokumentów dotyczących zbrodni katyńskiej. Historycy nie wiedzą, czy Nikita Chruszczow zaakceptował propozycję zawartą w notatce i czy teczki personalne ofiar zbrodni katyńskiej rzeczywiście zniszczono. Witold Wasilewski dopuszcza taką możliwość, choć nie uważa tego za pewne, jednak według amerykańskiego historyka Benjamina B. Fischera, związanego z Central Intelligence Agency (CIA), Chruszczow odrzucił propozycję Szelepina. Niektórzy badacze, jak prof. Wojciech Materski, zwracali uwagę, że w archiwach pozostałych po ZSRR brak dokumentów potwierdzających wykonanie propozycji zawartej w notatce; uważają oni za prawdopodobne, że teczki personalne ofiar zbrodni katyńskiej w dalszym ciągu znajdują się w archiwach.
Notatka Szelepina potwierdza również istnienie w 1959 roku protokołów trójki NKWD i dokumentów dotyczących wykonania decyzji o rozstrzelaniu ofiar zbrodni katyńskiej. Dokumenty te nie zostały przewidziane do zniszczenia i nie są jak dotąd znane historykom.